# Municipio de Harris (Minnesota)
El municipio de Harris (en inglés: Harris Township) es un municipio ubicado en el condado de Itasca en el estado estadounidense de Minnesota. En el año 2010 tenía una población de 3253 habitantes y una densidad poblacional de 34,99 personas por km².

## Geografía
El municipio de Harris se encuentra ubicado en las coordenadas 47°9′26″N 93°31′3″O / 47.15722, -93.51750. Según la Oficina del Censo de los Estados Unidos, el municipio tiene una superficie total de 92.98 km², de la cual 82,88 km² corresponden a tierra firme y (10,86 %) 10,1 km² es agua.

## Demografía
Según el censo de 2010, había 3253 personas residiendo en el municipio de Harris. La densidad de población era de 34,99 hab./km². De los 3253 habitantes, el municipio de Harris estaba compuesto por el 97,29 % blancos, el 0,06 % eran afroamericanos, el 0,68 % eran amerindios, el 0,37 % eran asiáticos, el 0,28 % eran de otras razas y el 1,32 % eran de una mezcla de razas. Del total de la población el 0,89 % eran hispanos o latinos de cualquier raza.